# Політика Норвегії
Політика Норвегії здійснюється в рамках парламентської, представницької демократичної конституційної монархії. Виконавча влада здійснюється Державною радою, очолюваною прем'єр-міністром Норвегії. Законодавча влада належить як уряду, так і законодавчому органу, Стортингу, який обирається в рамках багатопартійної системи. Судова влада є незалежною від виконавчої та законодавчої влади.
2019 року Economist Intelligence Unit присвоїв Норвегії рейтинг «повноцінна демократія». Організація «Репортери без кордонів» поставила Норвегію на 1-е місце в світі в Індексі свободи преси за 2019 рік. У доповіді Freedom House «Свобода у світі» за 2020 рік Норвегія класифікована як «вільна», набравши максимальну кількість балів в категоріях «політичні права» і «громадянські свободи».

## Конституційний процес
Конституція Норвегії, підписана зборами в Ейдсволлі 17 травня 1814 року, перетворила Норвегію з абсолютної монархії в конституційну монархію. Конституція 1814 року надавала такі права, як свобода слова (§ 100) і верховенство закону (§§ 96, 97, 99). Важливі поправки включають:
- 4 листопада 1814: Внесення змін до Конституції з метою створення особистої унії з королем Швеції.
- 1851: Скасована конституційна заборона на в'їзд євреїв.
- 1884: Вводяться елементи парламентаризму, що передбачають, що кабінет міністрів повинен мати підтримку парламенту (відсутність недовіри, але вираження підтримки не потрібно), і що призначення королем є формальністю за наявності чіткої парламентської більшості. Це парламентське правило має статус конституційного звичаю. Усі нові закони приймаються і всі нові уряди формуються королем де-юре, хоча і не де-факто. Після виборів, які не дали явної більшості, король призначає новий уряд де-факто.
- 1887: Скасована заборона на чернечі ордени.
- 1898: Встановлено загальне виборче право для чоловіків.
- 1905: Розірвання унії зі Швецією.
- 1913: Встановлено загальне виборче право.
- 1956: Формалізація свободи віросповідання та зняття заборони на діяльність єзуїтів.
- 2004: Нове положення про свободу вираження думки, що замінило старий § 100.
- 2007: Скасована стара система поділу стортингету на одельстинги і лагтинги (набрала чинність після загальних виборів 2009 року). Зміни в суді по справам з імпічменту. Парламентська система стала частиною Конституції (раніше це було лише конституційним звичаєм) (новий § 15).

## Виконавча влада

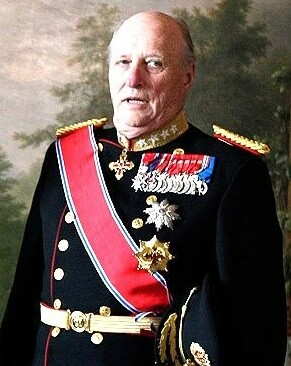
Гаральд V, Король Норвегії з 1991 року. Король Норвегії володіє переважно символічними повноваженнями

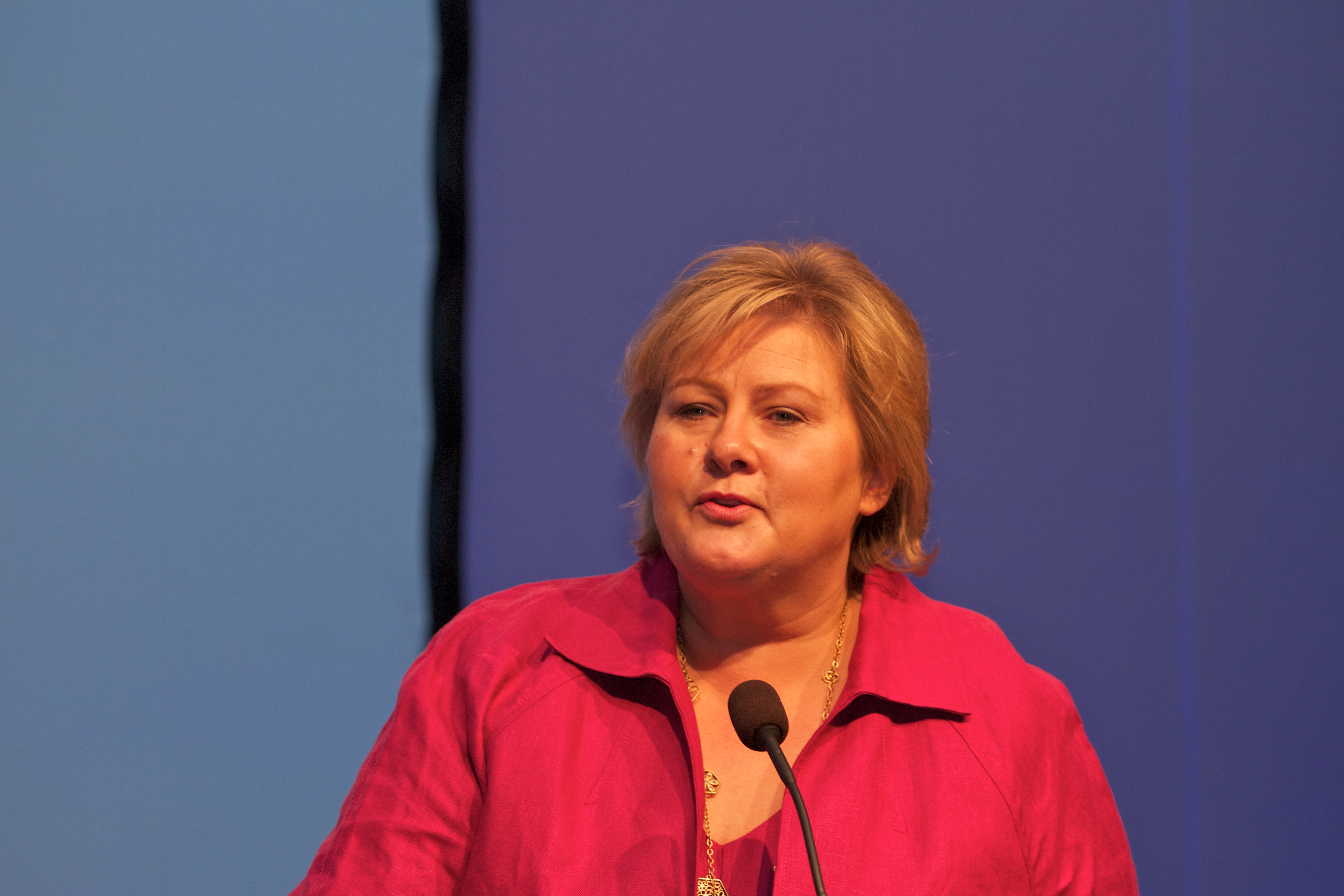
Ерна Солберг, Прем'єр-міністр Норвегії (з 2013) та лідерка Консервативної партії.

| Посада          | Ім'я             | Партія               | З              |
| --------------- | ---------------- | -------------------- | -------------- |
| Король          | Гаральд V        |                      | 17 січня 1991  |
| Прем'єр-міністр | Йонас Гар Стьоре | Консервативна партія | 16 жовтня 2013 |

Норвегія — конституційна монархія, де король володіє в основному символічною владою. Королівський дім є гілкою княжого роду Глюксбургів, родом із Шлезвіґ-Гольштейну в Німеччині. Функції короля, Гаральда V, в основному церемоніальні, але він має вплив як символ національної єдності. Хоча конституція 1814 року наділяє короля важливими виконавчими повноваженнями, вони завжди здійснюються Державною радою від імені короля (Королівська рада, або кабінет міністрів). Король також є Верховним захисником Церкви Норвегії (державної церкви), Великим магістром Королівського норвезького ордена Святого Олафа і символічно Верховним головнокомандувачем норвезьких збройних сил.
Державна рада офіційно скликається правлячим монархом. Державна рада складається з прем'єр-міністра та його/її ради, офіційно призначених королем. Парламентаризм розвивається з 1884 року і передбачає, що кабінет повинен мати підтримку парламенту, а призначення королем є формальністю. Рада має користуватися довірою норвезького законодавчого органу, відомого як Стортинг. На практиці монарх просить лідера парламентського блоку, що має більшість у Стортингу, сформувати уряд. Після виборів, в результаті яких жодна партія або коаліція не отримала значної більшості, прем'єр-міністром призначається лідер партії, яка, швидше за все, зможе сформувати уряд. Після Другої світової війни більшість несоціалістичних урядів були коаліціями, а уряди Робітничої партії часто спиралися на підтримку інших партій, щоб зберегти необхідну кількість голосів в парламенті.
Виконавча гілка ділиться на наступні міністерства:
- Офіс Прем'єр-міністра (Statsministerens kontor)
- Міністерство сільського господарства та продовольства (Landbruks- og matdepartementet)
- Міністерство в справах дітей та сім'ї (Barne- og familiedepartementet)
- Міністерство культури (Kulturdepartementet)
- Міністерство оборони (Forsvarsdepartementet)
- Міністерство освіти та досліджень (Kunnskapsdepartementet)
- Міністерство з питань клімату та навколишнього середовища (Klima- og miljødepartementet)
- Міністерство фінансів (Finansdepartementet)
- Міністерство закордонних справ (Utenriksdepartementet)
- Міністерство державного управління, реформ та церковних справ (Fornyings-, administrasjons- og kirkedepartementet)
- Міністерство охорони здоров'я та соціального забезпечення (Helse- og omsorgsdepartementet)
- Міністерство юстиції та суспільної безпеки (Justis- og beredskapsdepartement)
- Міністерство праці та соціального захисту (Arbeids- og inkluderingsdepartementet)
- Міністерство місцевого самоврядування та регіонального розвитку (Kommunal- og regionaldepartementet)
- Міністерство нафти та енергетики (Olje- og energidepartementet)
- Міністерство торгівлі та промисловості (Nærings- og handelsdepartementet)
- Міністерство транспорту (Samferdselsdepartementet)